# جغد شکم‌نواری
جغد شکم‌نواری (نام علمی: Pulsatrix melanota) نام یک گونه از سرده جغد عینکی است.